# Spaceman (álbum de Nick Jonas)
Spaceman es el cuarto álbum de estudio del cantante estadounidense Nick Jonas, lanzado el 12 de marzo de 2021 a través de Island. El álbum marca el primer lanzamiento en solitario del cantante desde Last Year Was Complicated (2016) y el primer proyecto en solitario que se lanza desde la reunión de los Jonas Brothers (sus hermanos mayores Joe y Kevin) en 2019. La edición de lujo del álbum se lanzó el 15 de marzo de 2021, tres días después del lanzamiento de la edición estándar. Cuenta con una única aparición como invitado de los Jonas Brothers, que aparecen en la pista «Selfish», con Joe como voz y Kevin tocando la guitarra en la canción.

## Antecedentes
Jonas dio pistas por primera vez sobre su próximo álbum en sus redes sociales a principios de febrero de 2021. El 20 de febrero de 2021, se anunció que aparecería en Saturday Night Live el 27 de febrero para presentar su nuevo sencillo. El cantante inició oficialmente la era el 25 de febrero con el lanzamiento del sencillo principal, la canción principal. Se consideró ampliamente que la letra trataba sobre la pandemia de COVID-19. Cuando se le preguntó sobre el título durante una entrevista con Zane Lowe, explicó: «La clave para mí fue tratar de encontrar una manera de darle una personalidad a esta idea, darle un nombre. Entonces, "Spaceman" vino a mi mente mientras pensaba, ¿Qué es lo único que todos hemos sentido durante este tiempo? Completamente desconectado del mundo». Con respecto al proceso de grabación del álbum, reveló: «Hice este álbum mientras hacía lo que la mayoría de nosotros hemos estado haciendo el año pasado, sentado en casa y esperando mejores días por delante». Temáticamente, el álbum explora cuatro temas: distancia, indulgencia, euforia y compromiso. El segundo y último sencillo, «This Is Heaven», fue lanzado el 4 de marzo. El 14 de marzo, Jonas anunció que la versión de lujo del disco se lanzaría al día siguiente. Esta versión incluye las canciones «Dangerous», «Selfish» (con los Jonas Brothers) así como «Chill Versions» de las canciones «Don't Give Up on Us», «2Drunk» y «This Is Heaven». El 18 de marzo, se lanzó una versión de álbum de video de lujo.

## Recepción Crítica
Spaceman recibió críticas positivas por parte de la crítica musical. En Metacritic, que asigna una puntuación sobre 100 a las reseñas de los principales críticos, el álbum recibió una promedio puntuación de 61, basada en 6 reseñas.
Robin Murray de Clash escribió que a pesar de que las influencias sónicas eran demasiado obvias a lo largo del disco, alabó su honesto lirismo y sus eficaces jams, destacando "Don't Give Up On Us" por ser una de las "mejores actuaciones en solitario de Jonas hasta la fecha", concluyendo que: "Una de sus declaraciones más redondas y adultas hasta la fecha, 'Spaceman' es sin duda digna de explorar - como pasatiempos de bloqueo van, está a la altura con el pan de plátano como uno de los de mejor gusto. " El colaborador de PopMatters Jeffrey Davies elogió la producción de Kurstin por ser "cautivadora y refinada" y la capacidad de Jonas para vender el tema del álbum, el aislamiento, pero consideró que el contenido lírico resulta "inmaduro y sordo" en comparación con la canción que da título al disco, afirmando que "tiene la capacidad de ser audiblemente subversivo y memorable, ofreciendo sonidos que podrían transportar fácilmente al fan de la música pop a una pista de baile imaginaria. Es sólo la letra lo que todavía necesita un poco de trabajo, tal vez empezando a exigir a las estrellas masculinas del pop un nivel un poco más alto" Oliva Horn de Pitchfork escribió que: "[E]l concepto interestelar del álbum es lo suficientemente interesante como para hacerlo despegar, pero demasiado pronto Jonas se retira a sus comodidades domésticas, sin indagar realmente en la relación que tanto le inspira, ni trazar ningún territorio nuevo en el universo pop. Es difícil imaginar a alguien que no sea ya fan de Nick Jonas repitiendo este álbum. Su marca puede vender, pero esta música es menos deseable."

## Lista de canciones
| Spaceman track listing |                       |             |          |  |
| N.º                    | Título                | Producer(s) | Duración |  |
| 1.                     | «Don't Give Up On Us» | Kurstin     | 3:22     |  |
| 2.                     | «Heights»             | Kurstin     | 3:37     |  |
| 3.                     | «Spaceman»            | Kurstin     | 3:17     |  |
| 4.                     | «2Drunk»              | Kurstin     | 3:12     |  |
| 5.                     | «Delicious»           | Kurstin     | 2:58     |  |
| 6.                     | «This Is Heaven»      | Kurstin     | 3:35     |  |
| 7.                     | «Sexual»              | Kurstin     | 3:36     |  |
| 8.                     | «Deeper Love»         | Kurstin     | 2:55     |  |
| 9.                     | «If I Fall»           | Kurstin     | 3:59     |  |
| 10.                    | «Death Do Us Part»    | Kurstin     | 2:09     |  |
| 11.                    | «Nervous»             | Kurstin     | 2:55     |  |
| 35:35                  |                       |             |          |  |

| Spaceman – Digital deluxe edition |                                       |             |          |  |
| N.º                               | Título                                | Producer(s) | Duración |  |
| 12.                               | «Selfish» (con Jonas Brothers)        | Evigan      | 3:07     |  |
| 13.                               | «Dangerous»                           | Kurstin     | 3:31     |  |
| 14.                               | «Don't Give Up On Us» (chill version) | Kurstin     | 3:24     |  |
| 15.                               | «2Drunk» (chill version)              | Kurstin     | 3:19     |  |
| 16.                               | «This Is Heaven» (chill version)      | Kurstin     | 3:39     |  |
| 52:37                             |                                       |             |          |  |

| Spaceman – Deluxe video album |                                |             |          |  |
| N.º                           | Título                         | Producer(s) | Duración |  |
| 17.                           | «This Is Heaven» (music video) |             | 3:53     |  |
| 18.                           | «Spaceman» (music video)       |             | 4:15     |  |
| 19.                           | «2Drunk» (lyric video)         |             | 3:12     |  |
| 20.                           | «This Is Heaven» (lyric video) |             | 3:34     |  |
| 21.                           | «Spaceman» (lyric video)       |             | 3:17     |  |
| 71:00                         |                                |             |          |  |

| Spaceman – Target edition |                           |          |  |
| N.º                       | Título                    | Duración |  |
| 12.                       | «Heights» (chill version) | 3:33     |  |
| 13.                       | «Nervous» (chill version) | 3:01     |  |

### Classics Edition
El 11 de marzo de 2021, un día antes del lanzamiento del álbum oficial, se publicó en Internet la Classics Edition del disco. Contiene los temas completos de Spaceman y los sencillos "Chains", "Jealous", "Levels" y "Close" con la cantante sueca Tove Lo.

Todas las canciones escritas y compuestas por Nick Jonas, Greg Kurstin & Maureen "Mozella" McDonald excepto por la pista 10, "Deeper Love", que fue también coescrita por Mick Jones, además de los cuatro sencillos previamente lanzados. 
| Spaceman – Classics Edition |                       |                                                 |          |  |
| N.º                         | Título                | Producer(s)                                     | Duración |  |
| 1.                          | «Don't Give Up On Us» |                                                 | 3:21     |  |
| 2.                          | «Heights»             |                                                 | 3:37     |  |
| 3.                          | «Spaceman»            |                                                 | 3:17     |  |
| 4.                          | «Close» (con Tove Lo) | Mattman & Robin                                 | 3:54     |  |
| 5.                          | «2Drunk»              |                                                 | 3:12     |  |
| 6.                          | «Delicious»           |                                                 | 2:58     |  |
| 7.                          | «Levels»              | Ian Kirkpatrick, The Monsters and the Strangerz | 2:47     |  |
| 8.                          | «This Is Heaven»      |                                                 | 3:34     |  |
| 9.                          | «Sexual»              |                                                 | 3:35     |  |
| 10.                         | «Deeper Love»         |                                                 | 2:55     |  |
| 11.                         | «Jealous»             | Nolan Lambroza                                  | 3:42     |  |
| 12.                         | «Chains»              | Jason Evigan                                    | 3:23     |  |
| 13.                         | «If I Fall»           |                                                 | 3:58     |  |
| 14.                         | «Death Do Us Part»    |                                                 | 2:09     |  |
| 15.                         | «Nervous»             |                                                 | 2:55     |  |
| 49:22                       |                       |                                                 |          |  |

## Personal
Créditos adaptados de Tidal. Las pistas se refieren a la edición de lujo.

### Músicos
- Nick Jonas - voz (todas las pistas), programación (1), teclados (4), piano (7), guitarra (12)
- Greg Kurstin - batería, teclados, programación (1–11, 13); guitarra (1, 4–6, 8–10), percusión (1–11), piano (1, 4, 8, 9), guitarra acústica, bajo (3); sitar eléctrico (7)
- Priyanka Chopra-Jonas - coros (2)
- Davion Farris - coros (6–8)
- Jackie Gouche - coros (6–8)
- Mozella - coros (9)
- Joe Jonas - voz (12)
- Kevin Jonas - guitarra (2)
- Jason Evigan - coros, bajo, batería, guitarra, teclados, percusión, programación (12)
- Ryan Tedder - coros (12)
- The Monsters & Strangerz - batería, teclados, percusión, programación (12)

### Técnico
- Randy Merrill - ingeniero de masterización
- Serban Ghenea - mezclador (1–11, 13), mezclador vocal (14–16)
- Josh Gudwin - mezclador (12)
- Alex Ghenea - mezclador (14-16)
- John Hanes - ingeniero de mezcla (1–11, 13–16)
- Greg Kurstin - ingeniero de grabación (1–11, 13–16)
- Julian Berg - ingeniero de grabación (1–11, 13–16)
- Gian Stone - ingeniero de grabación, productor vocal (12)
- Jason Evigan - ingeniero de grabación, productor vocal (12)
- The Monsters & Strangerz - productor vocal (12)
- Wendy Wang - remezcladora (14-16)
- Heidi Wang - asistente de mezcla (12)

## Posicionamiento en listas
| Listas (2021)                          | Mejor posición |
| -------------------------------------- | -------------- |
| Canadá (Billboard Canadian Albums)     | 55             |
| Escocia (Scottish Albums Chart)        | 27             |
| Estados Unidos (Billboard 200)         | 12             |
| Estados Unidos (Top Tastemaker Albums) | 8              |
| España (PROMUSICAE)                    | 74             |
| Reino Unido (UK Albums Chart)          | 69             |